# Carmenta mimosa
Carmenta mimosa is een vlinder uit de familie wespvlinders (Sesiidae), onderfamilie Sesiinae.
Carmenta mimosa is voor het eerst wetenschappelijk beschreven door Eichlin & Passoa in 1984. De soort komt voor in het Neotropisch gebied.